# ایزوبوتیل نیتریت
ایزوبوتیل نیتریت (به انگلیسی: Isobutyl nitrite) با فرمول شیمیایی C۴H۹NO۲ یک ترکیب شیمیایی با شناسه پاب‌کم ۱۰۹۵۸ است. که جرم مولی آن ۱۰۳٫۱۱۹۷۶ g/mol می‌باشد. 